# Museum „Pilger & Wallfahrer“ Dettelbach
Das Museum „Pilger & Wallfahrer“ Dettelbach (auch Pilger & Wallfahrer Museum Dettelbach, Pilger & Wallfahrer) ist ein Museum für christliche Kunst in der Kernstadt des unterfränkischen Dettelbach. Es befindet sich in einem denkmalgeschützten Gebäude in der Altstadt des Ortes und wird von der Diözese Würzburg betrieben. Das Museum steht mit der jahrhundertealten Wallfahrtstradition zur Kirche Maria im Sand am Rande der Stadt in Verbindung.

## Geschichte
Das Museum „Pilger & Wallfahrer“ wurde im August 2008 eröffnet. Initiiert wurde die Einrichtung durch das Kunstreferat der Diözese Würzburg, in deren Sprengel Dettelbach liegt. So wurde die Ausstellung auch aus den Beständen des Bistums bestückt. Das Museum bildet damit einen Teil der „Straße der Museen der Diözese Würzburg“, die neben dem Museum am Dom und dem Domschatz in Würzburg auch die Museen in den ehemaligen Kartausen Astheim und Tückelhausen, die Johanniskapelle in Gerolzhofen, das Schloss Oberschwappach und einige weitere Einrichtungen umfasst.
Räumlich eng angelehnt wurde das Haus an das sogenannte Kultur- und Kommunikationszentrum (KUK) in der Nähe des Rathauses, in dem auch die Tourist-Information, die Stadtbibliothek und eine Vinothek untergebracht wurden. Der Name des Museums geht auf die jahrhundertealte Wallfahrtstradition der Stadt zurück. So verweisen auch die zentralen Objekte in der Ausstellung auf die Wallfahrt und ihren Niederschlag in der materiellen Kultur.

## Gebäude
Das Museum wurde im Haus Markt 13, dem sogenannten Baumannschen Haus, untergebracht, das zu den ältesten Bauwerken der Stadt zählt. Es handelt sich um einen zweigeschossigen Satteldachbau mit Fachwerkobergeschoss. Das Haus wurde mit den Jahreszahlen 1478 und 1536 bezeichnet. Sein spitzer Giebel bildet zusammen mit dem dahinter stehenden Rathaus ein städtebauliches Ensemble. An das Haus wurde eine moderne Glasfassade angebaut, in der die Tourist-Information zu finden ist.

## Ausstellung
Beim Museum „Pilger & Wallfahrer“ handelt es sich um ein christliches Kunstmuseum. Als thematische Klammer wählten die Kuratoren die christlichen Motive von Pilgerschaft und Wallfahrt, wobei alte und neue Kunst gegenübergestellt wurden. Theologisch übertragen steht das Thema Leid und Sinnsuche im Mittelpunkt. In vielen Objekten wurde auf das Leiden Bezug genommen. Insbesondere die Darstellung der leidenden Muttergottes, der sogenannten Pietà wurde im Museum mehrfach aufgegriffen.
Insgesamt sind im Museum fast 300 Exponate auf 335 Quadratmetern zu finden. Den Auftakt macht eine Darstellung des Erzengels Raphael, der als Patron der Pilger gilt. Im Mittelpunkt der Ausstellung steht ein Bildstock aus dem 18. Jahrhundert, der mit einer Darstellung der Dettelbacher Gnadenbildes auf den großen Einfluss der Wallfahrt zu Maria im Sand verweist. Um ihn herum wurden die anderen Objekte angeordnet. Weitere Objekte sind:
- Tilman Riemenschneider und Werkstatt: Vesperbild vom Typus des Dettelbacher Gnadenbildes (um 1510–1520)
- Andreas Herneisen: Jakobs Traum von der Himmelsleiter (1581)
- Eucharius Sang: Mirakelbuch von Dettelbach (1607)
- unbekannter Künstler: Mirakelbilder aus der Dettelbacher Wallfahrtskirche (um 1660)
- unbekannter Künstler: Jesus im Tempel (um 1670)
- Friedrich Press: Pietà (1978)
- Rainer Stoltz: Hommage an Matthias Grünewald (1992–1993)
- Susanna Storch: ohne Titel (2004)
- Ursula Flach: Zyklus Kreuzbergwallfahrt (2008)[3]